# Kungabacken
Kungabacken is een plaats in de gemeente Eslöv in Skåne, de zuidelijkste provincie van Zweden. De plaats heeft 60 inwoners (2000) en een oppervlakte van 10 hectare.